# Задумай маленькую мечту 2
Загадай маленькую мечту 2 (англ. Dream a Little Dream 2) — американская комедия 1995 года.

## Сюжет
Бобби Келлер и Дингер Холфилд получают волшебные солнечные очки. Если надеть их, то начинают сбываться желания. Данные очки становятся предметом охоты многих желающих, что вскоре ставит под угрозу жизнь ребят.